# Gouania colombiana
Gouania colombiana är en brakvedsväxtart som beskrevs av Karl Suessenguth. Gouania colombiana ingår i släktet Gouania och familjen brakvedsväxter. Inga underarter finns listade i Catalogue of Life.